# Онуфрий Аргитис
Онуфрий Аргитис (на гръцки: Ονούφριος Αργήτης или Αργείτης, Αργίτης) е албански зограф и протойерей на Елбасан от XVI век. Твори в южна и централна Албания, както и югозападна Македония. Творбите му се характеризират с поствизантийски и венециански влияния. Той е автор също така на портрети, пейзажи и църкви.

## Биография
Малко се знае със сигурност за живота на Онуфрий. Съществуването му е открито в XX век. Относно мястото му на раждане, само надпис в църквата „Свети Апостоли“ в Костур е запазен. Смята се, че Онуфрий е роден в началото на XVI век около Берат или около Костур в албанско семейство. Съществуват и предположения, че произхожда от Аргос.
Онуфрий е най-великият от група албански зографи, творили в началото на XVI век. Той следва традициите на византийската школа, но и ги развива. Творбите му са забележителни с майсторството му с цветовете – червената боя, която той използва има техническото наименование „Онуфриево червено“.
В 1547 година Онуфрий изписва църквата „Свети Апостоли“ в Костур. Около 1554 година твори в църквата „Свети Безсребреници“ отново в Костур.
Национален музей, посветен на Онуфрий, е открит в помещение на църквата „Успение Богородично“ в Берат на 27 февруари 1986 година.

## Галерия
- „Възкръсението на Лазар“ – византийска икона от Онуфрий, XVI век. Музей на средновековното изкуство, Корча
- „Мария и младенецът“ – икона от Онуфрий, XVI век
- Икона от Онуфрий, Бератската катедрала
- Икона на апостол Свети Петър, дело на Никола, син на Онуфрий, втората половина на XVI век. Днес в музея на Онуфрий в Берат
- Римският император Константин I с майка му Елена Константинополска, икона от Никола, син на Онуфрий, втората половина на XVI век
- Стенопис над входа на „Свети Апостоли“, 1547 г.
- Стенописи от „Свети Апостоли“, 1547 г.
- Свети Георги от „Свети Апостоли“, 1547 г.